# Diocesi di Sebaste di Palestina

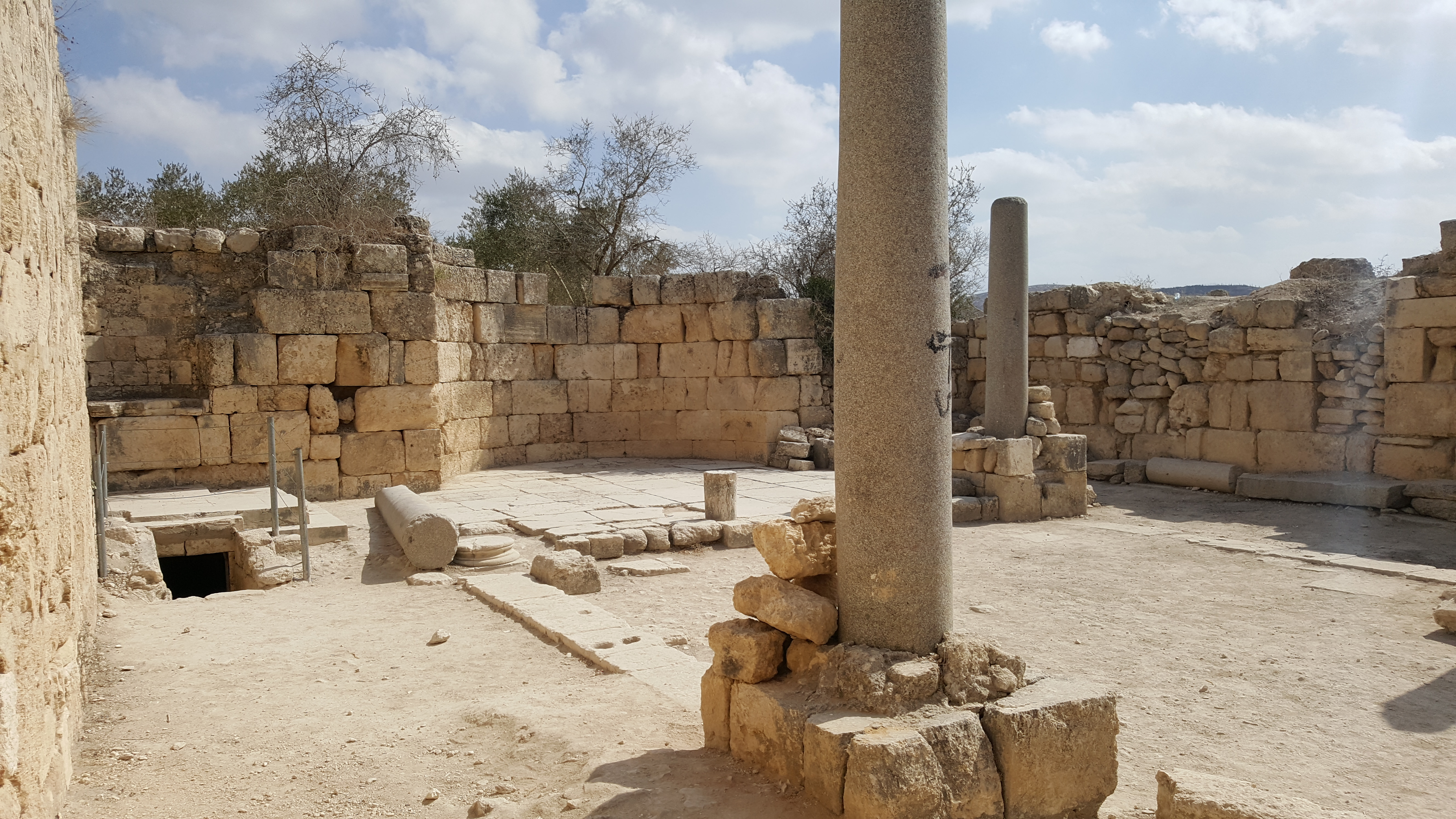
Resti di una chiesa bizantina di Sebaste (o Samaria).

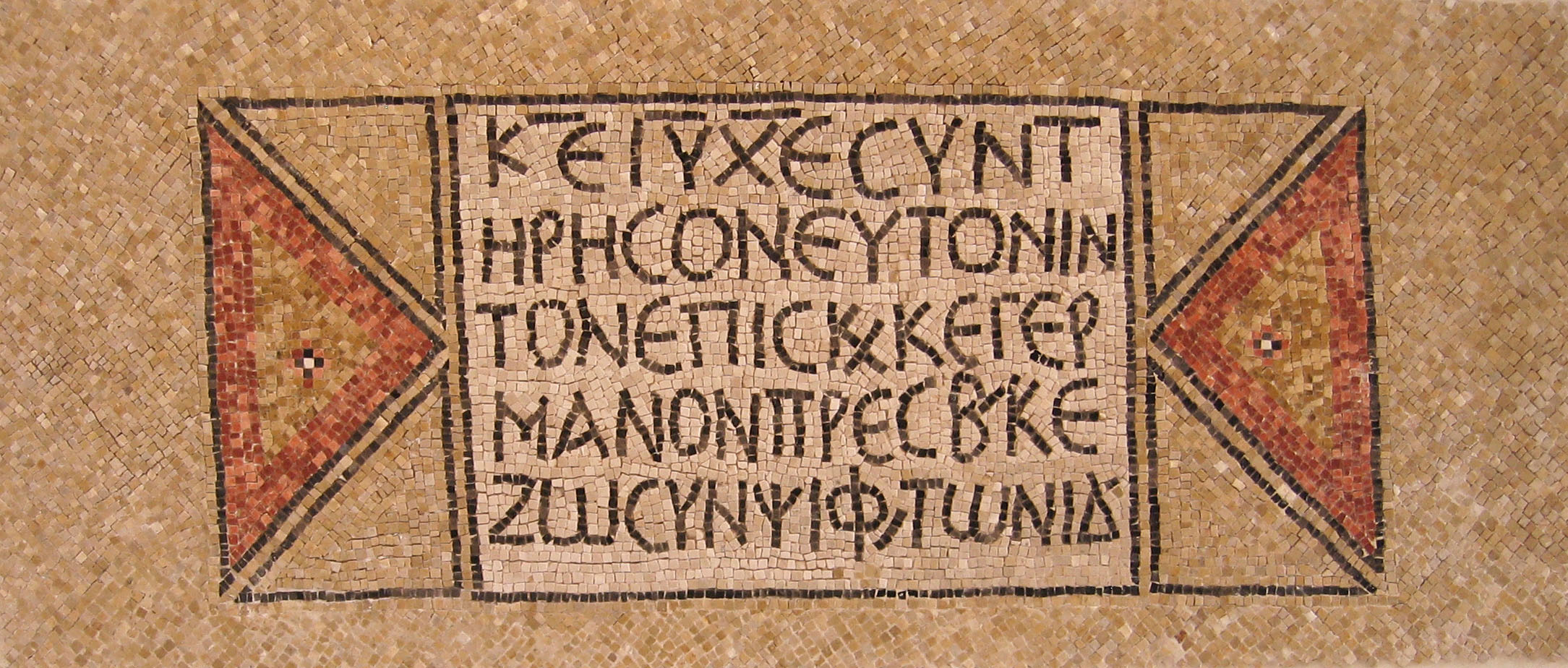
Iscrizione del vescovo Eutonio scoperta a Silo (Shiloh).

La diocesi di Sebaste di Palestina (in latino Dioecesis Sebastena in Palaestina) è una sede soppressa del patriarcato di Gerusalemme e una sede titolare della Chiesa cattolica.

## Storia
Sebaste di Palestina (chiamata anche Samaria), nei pressi del villaggio di Sebastia (governatorato di Nablus) nei territori della Palestina, è un'antica sede vescovile della provincia romana della Palestina Prima nella diocesi civile d'Oriente. Faceva parte del patriarcato di Gerusalemme ed era suffraganea dell'arcidiocesi di Cesarea.
Diversi sono i vescovi noti di quest'antica diocesi palestinese. Il primo è Marino, che prese parte al concilio di Nicea del 325. Eusebio partecipò al concilio di Seleucia del 359, dove sottoscrisse la formula semi-ariana. Prisciano fu tra i padri del concilio di Costantinopoli del 381 e fece parte della delegazione che il concilio inviò a papa Damaso. Eutonio fu presente al sinodo di Diospoli (Lidda) del 415, dove furono condannati gli errori di Pelagio; e nello stesso anno prese parte alla traslazione delle reliquie di san Giovanni Battista a Gerusalemme assieme ai vescovi Giovanni di Gerusalemme e Eleuterio di Gerico.
Costanzo fu tra i padri del concilio di Efeso del 449. Marciano di Sebaste è menzionato nella vita di san Saba, e fu ordinato vescovo dal patriarca Elia attorno al 500. Infine Pelagio prese parte al concilio di Gerusalemme del 536 convocato dal patriarca Pietro contro Antimo di Costantinopoli e che vide riuniti assieme i vescovi delle Tre Palestine. Nella località di Sheikh Sha'la un'iscrizione di epoca bizantina ha restituito il nome del vescovo Stefano, mentre nel sito di Silo (Shiloh) alcune iscrizioni menzionano il vescovo Eutonio, il medesimo documentato nel 415.
Durante l'epoca delle Crociate fu istituita una sede vescovile di rito latino.
Dal XVIII secolo Sebaste di Palestina è annoverata tra le sedi vescovili titolari della Chiesa cattolica; la sede è vacante dal 19 luglio 1997. In passato la sede era menzionata dalle fonti anche come Samariensis, oltre che Sebastensis.

## Cronotassi

### Vescovi greci
- Marino † (menzionato nel 325)
- Eusebio † (menzionato nel 359)
- Prisciano † (menzionato nel 381)
- Eutonio † (prima del 393 - dopo il 415)[13]
- Costanzo † (menzionato nel 449)
- Marziano † (menzionato nel 500 circa)
- Pelagio † (menzionato nel 536)
- Stefano †

### Vescovi latini
- Renero † (circa 1155/1156)
- Radulfo † (menzionato nel 1179)

### Vescovi titolari
- Matteo †
- Bernardo Poggi, O.F.M.Conv. † (16 maggio 1400 - ? dimesso)
- Giovanni de Reborn, O.Cist. † (9 gennaio 1404 - ? deceduto)
- Giovanni Passeri, O.P. † (13 settembre 1434 - ? deceduto)
- Pierre Gracet, O.F.M. † (17 novembre 1434 - ?)
- Enrico Vongersch, O.E.S.A. † (25 marzo 1436 - ?)
- Belforte Spinelli † (12 dicembre 1440 - ? deceduto)
- Sanzio † (22 settembre 1441 - ?)
- Valasco de Bitri, O.P. † (28 febbraio 1443 - ?)
- Giacomo da Modena † (17 ottobre 1449 - ? deceduto)
- Pierre Legier, O.F.M. † (22 maggio 1550 - ?)
- Giorgio da Carpi, O.F.M. † (21 giugno 1456 - ? deceduto)
- Burkhard Tuberflug, O.P. † (18 settembre 1471 - ?)
- Niccolò † (1477 - ?)
- Hermann Rethem, O.P. † (30 gennaio 1482 - 1507 deceduto)
- Paolo Giovio † (29 novembre 1560 - ?)
- Bartłomiej Butler † (11 gennaio 1621 - ?)
- Nicola Terzago † (24 gennaio 1718 - 29 gennaio 1725 nominato vescovo di Narni)
- Antonio Maria Santoro, O.M. † (21 marzo 1725 - 9 giugno 1732 nominato vescovo di Ravello e Scala)
- Eustachio Entreri, O.M. † (21 luglio 1732 - 3 marzo 1738 nominato vescovo di Nicotera)
- Deodato Baiardi † (3 marzo 1738 - 18 dicembre 1747 nominato vescovo di Urbania e Sant'Angelo in Vado)
- Matthias Franz von Chorinsky † (11 settembre 1769 - 15 dicembre 1777 nominato vescovo di Brno)
- August Franz von Strauß † (1º giugno 1778 - settembre 1782 deceduto)
- Giovanni Battista Santonini † (18 luglio 1783 - 27 giugno 1785 nominato vescovo titolare di Famagosta)
- Domenico de Jorio † (19 dicembre 1785 - 9 maggio 1804 deceduto)
- Karl Adalbert von Beyer, O.Praem. † (3 luglio 1826 - 21 aprile 1842 deceduto)
- James Sharples † (11 agosto 1843 - 11 agosto 1850 deceduto)
- Jean-François Allard, O.M.I. † (31 gennaio 1851 - 23 giugno 1874 nominato arcivescovo titolare di Tarona)
- Giacomo Maria Corna Pellegrini Spandre † (31 marzo 1875 - 1º dicembre 1883 succeduto vescovo di Brescia)
- Alessio Maria Biffoli, O.S.M. † (24 marzo 1884 - 13 aprile 1884 succeduto vescovo di Fossombrone)
- Basilio Leto † (15 gennaio 1886 - 15 febbraio 1896 deceduto)
- Gaspare Bova † (10 ottobre 1896 - 19 agosto 1920 deceduto)
- Patrick Joseph James Keane † (10 settembre 1920 - 17 marzo 1922 nominato vescovo di Sacramento)
- Antonio Lippolis † (22 ottobre 1924 - 23 dicembre 1924)[14]
- Alessandro de Giorgi † (13 agosto 1926 - 27 novembre 1935 deceduto)
- Nicola Jezzoni † (18 luglio 1936 - 2 maggio 1938 deceduto)
- Francesco Maria Berti, O.F.M.Conv. † (1º luglio 1938 - 22 febbraio 1944 deceduto)
- Francesco Bottino † (13 dicembre 1947 - 20 marzo 1973 deceduto)
- Guerino Domenico Picchi, O.F.M. † (20 giugno 1980 - 19 luglio 1997 deceduto)